# Kenya Revenue Authority FC
Kenya Revenue Authority FC (KRA) ist ein kenianischer Fußballverein aus Nairobi, der seit 2014 in der Kenyan Premier League (KPL), der höchsten Liga Kenias, spielt. Seine Heimspiele trägt der Verein im Nyayo National Stadium und Nairobi City Stadium aus.

## Geschichte
Ab November 2005 trainierte Ken Kenyatta, ein ehemaliger Torhüter der kenianischen Fußballnationalmannschaft, Jugendliche aus Nairobis Vororten und nahm mit ihnen an lokalen Turnieren teil. 2006 registrierte er den Fußballverein bei der Kenya Football Federation und gewann die Kenya Revenue Authority als Sponsor.
In ihrer ersten Saison 2006/07 spielte KRA in der zweiten Liga Kenias und erreichte dort den dritten Platz in der Gruppe B. Im nationalen Pokal, den President’s Cup, erreichten sie das Viertelfinale, das sie gegen Gir Mahia. In der folgenden Saison wurde KRA FC zweiter der Liga und gelangten im KFF Cup, den umbenannten nationalen Pokal, in das Halbfinale, das sie erneut gegen Gor Mahia 2:1 verloren. 2009 verpasste KRA einen Aufstiegsplatz nur um einen Punkt, sie schlossen die Saison auf dem dritten Platz ab. Im nationalen Pokal (FKL Cup) verloren sie im Achtelfinale gegen Posta Rangers 1:3. In der Saison 2010 erreichte KRA erneut den dritten Platz in der zweiten Liga, 2011 rutschten sie jedoch auf den fünften Platz zurück und 2012 beendeten sie die Saison auf dem zehnten Platz, im Mittelfeld der Zone A. IM FK Cup konnte KRA jedoch das Viertelfinale erreichen, das sie gegen Sofapaka verloren 0:2 verloren. In der Saison 2013 wurde KRA erster der Zone A, Gruppe 1 der zweiten Liga und qualifizierte sich so für das Relegationsspiel gegen die Posta Rangers. Nach einem 2:2 in der regulären Spielzeit gewannen sie das Elfmeterschießen mit 5:4 und stiegen damit in die KPL auf. Trotz des Aufstiegs konnte der Verein kaum in neue Spieler investieren, da es erst im Juni neue Sponsorengespräche gibt.
Nach dem Aufstieg wechselte der Verein für die Heimspiele von den Public Service Grounds zum Nyayo National Stadium, Nairobi City Stadium und Kasarani Stadium.

## Erfolge
- Halbfinale nationaler Pokal: 2008